# Бибиков, Виктор Александрович
Виктор Александрович Бибиков (1807—1883) — обер-гофмейстер, действительный тайный советник, масон.

## Биография
Происходил из дворян. Родился 29 апреля (11 мая) 1807 года.
Поступил в Пажеский корпус 1 мая 1820 года; 3 апреля 1825 года произведён в камер-пажи, а 14 июня 1826 года выпущен из Пажеского корпуса корнетом в лейб-гвардии Конный полк.
С 16 декабря 1829 года — поручик. В 1831 году участвовал в подавлении польского восстания (Желтки, Варшава). С 28 января 1833 года — штабс-ротмистр; с 26 марта 1839 года — ротмистр; с 7 апреля 1846 года — полковник; 5 февраля 1848 года переименован из полковников в коллежские асессоры; с 22 мая 1849 года — статский советник; с 24 августа 1849 года — действительный статский советник.
Во время венгерского похода русской армии 1849 года состоял в свите великого князя Константина Николаевича, участвовал в сражениях при Бартфельде, Кошау, Вайцене.
В 1850—1858 гг. в должности шталмейстера. С 3 августа 1850 года неоднократно управлял гофмейстерской частью Двора. С 26 сентября 1858 года — шталмейстер Двора. С 26 сентября 1858 года — тайный советник; с 30 августа 1873 года — действительный тайный советник и обер-гофмейстер Двора.
С 12 июля 1862 года до 8 июля 1865 года управлял имениями великого князя Константина Николаевича в России.
Масон, участник собраний «теоретического круга», к 1878 году — досточтимый мастер собраний в Москве; переводчик духовно-нравственных сочинений, коллекционер редких западноевропейских мистических сочинений. В 1851—1857 гг. переписал значительную часть масонских сочинений. Завещал свою библиотеку и 100 тысяч рублей своему другу В. С. Арсеньеву, из которых 50 тысяч должны были быть использованы на нужды масонства.
Умер 24 февраля (8 марта) 1883 года. Похоронен на Тихвинском кладбище Александро-Невской лавры в Петербурге.

## Награды
российские
- Польский знак отличия за военное достоинство 4-й степени (1831)[2]
- Орден Святого Владимира 4-й степени (1833)[2]
- Орден Святой Анны 2-й степени (1833)[2]
- Знак отличия за XX беспорочной службы (1849)[2]
- орден Св. Владимира 3-й ст.
- орден Св. Станислава 1-й ст. (1854)
- орден Св. Анны 1-й ст. (1856)
- орден Св. Владимира 2-й ст. (1863)
- орден Белого орла (1865)
- орден Св. Александра Невского (1870)

иностранные
- австрийский орден Железной короны 1-й ст. (1850)
- орден Саксен-Эрнестинского дома, большой крест (1850)
- Ольденбургский орден заслуг, большой командорский крест со звездой (1860)
- греческий орден Спасителя, большой крест (1867)
- прусский орден Короны 1-й ст. (1873)